# Consol Energy
À ne pas confondre avec « Consolidation Coal Company (Iowa) » qui a existé sous le même nom dans l'Iowa.
Consol Energy Inc. ou « Consol Energy »  est une compagnie nord-américaine du secteur des énergies fossiles (charbon, pétrole, gaz) qui a aussi des intérêts dans la filière bois et la production d'électricité. Avec la réduction des ressources conventionnelles et s'est tournée vers les hydrocarbures non conventionnels (charbon bitumineux et gaz de schiste en occurrence). 
Avec plus de 8 800 employés, c'est un groupe important dans le secteur de l'énergie. 
En 2010, le groupe a produit plus de 64 millions de tonnes de charbon.
Son siège est basé dans Cecil Township, dans la banlieue de Pittsburgh dans le comté de Washington en Pennsylvanie.
En août 2024, Consol Energy annonce sa fusion avec Arch Resources.

## Histoire

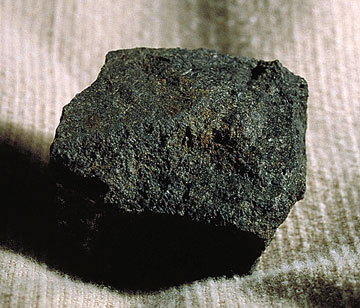
Le charbon bitumineux, spécialité de Consol Energy Company coal, l'ancêtre de Consol Energy

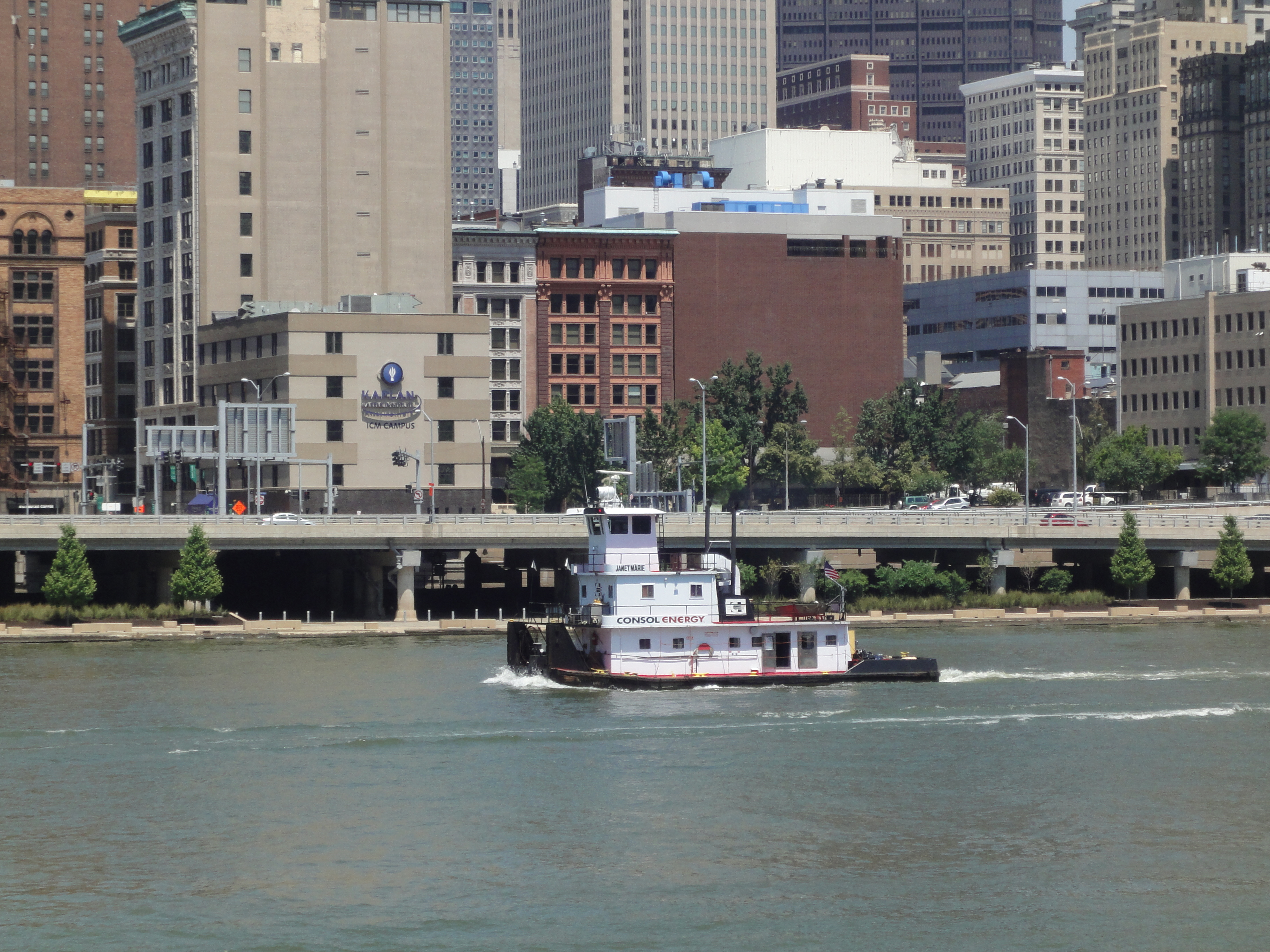
, L'un des remorqueurs appartenant à Consol Energy, à Pittsburgh, PA.

### "Consolidation Coal Company" (1860–1991)
L’entité commerciale qui est à l’origine de « Consol Energy » est une société créée en 1860 par regroupement volontaire de plusieurs petites sociétés minières opérant alors dans l'ouest du Maryland. Elle a été déclarée sous le nom de “Consolidation Energy  Coal” en 1864.
En 1865 dans l'Ouest du Maryland, la production de charbon a augmenté d'environ 907 000 tonnes.
En quelques décennies elle a ensuite été multipliée par 4, soit 3,6 millions de tonnes au tournant du siècle pour atteindre son niveau record, environ 5,4 millions de tonnes en 1907. 
À cette époque, une petite quantité de ce charbon était spécialement préparée et livrée comme charbon de forge aux forgerons) qui  les réceptionnaient par wagons dans tous les États-Unis ainsi qu'au Canada.
En 1945, « Consolidation Coal Company » fusionne avec la " Pittsburgh Coal Company «  de  Pittsburgh en Pennsylvanie occidentale, où la nouvelle société qui conserve le nom « Consolidation Coal Company » installe son siège .
Après la Seconde Guerre mondiale, la demande en gaz naturel augmente fortement.
« Consolidation Coal Company » est achetée par Continental Oil Company (dit Conoco en 1966 . Vers le milieu des années 1970, Consolidation Coal Company exploitait 56 mines en employant près de 20 000 mineurs.
En 1981, Conoco (avec Consolidation Coal Company) sont rachetées par le groupe DuPont, qui a ensuite vendu une partie de ses intérêts miniers charbonniers de Pennsylvanie à une société d'énergie allemande appartenant au conglomérat Rheinbraun AG, second producteur allemand d'électricité, essentiellement à base de charbon.

### Consol Energy, de 1991 à nos jours
Alors que l’image du charbon (polluant et gros émetteur de gaz à effet de serre) était de plus en plus négative en Europe de l’Ouest, Rheinbraun AG cherchait en effet à se développer en Amérique du Nord où le public et les collectivités semblaient encore (dans les années 1990) peu sensibles aux questions de gaz à effet de serre (par rapport à l'Europe ou à d'autres parties prenantes du Protocole de Kyoto.
- En 1991, le conglomérat allemand s'introduit ainsi en Amérique en offrant à Dupont 890 millions de dollars pour l’achat de parts dans les mines de charbon. 
Il crée également une coentreprise (à parts égales) avec Consol Energy[7]. 
Malgré la baisse des prix de vente du charbon dans les années 1990, Consol Energy est protégé par les contrats de vente à long terme qu’il avait fait signer à de gros clients. Et grâce à des investissements à long terme dans les techniques minières, l'entreprise demeure compétitive[6].
- En 1998, Dupont vend finalement la grande majorité de sa participation dans Consol Energy, n’y conservant 6 % des parts ; Rheinbraun AG disposant des 94 pour cent de parts restantes[8]. 
Cette même année, Consol achète une de ses  compagnies concurrentes : Rochester & Pittsburgh Coal Company (150 million $ en cash[9]). Malgré une crise du charbon, des grèves et licenciements importants (nombre de mineurs passé de 6 000 à 1 000 de 1982 à 1998 dans la région de Pittsburgh), cette année-là Consol possédait 24 mines de charbon en activité dans six États des États-Unis et au Canada, qui avaient en 1997 produit selon la compagnie 72,8 million de tonnes de charbon[9], pour un revenu de 2,3 milliards $[9].
- En 1999 Consol a subi une offre publique d'achat (NYSE:CNX)[10].
- Alors que se développe le marché du carbone et que des incertitudes pèsent sur l'avenir du marché du charbon au début des années 2000, l’entreprise doit rembourser une partie de la dette qu’elle a contracté pour acheter les parts de Dupont et pour l’acquisition de la Compagnie Rochester et Pittsburgh Coal. Consol cherche alors à diversifier ses activités, principalement dans le domaine du gaz naturel. 
Son premier investissement gazier majeur est  l'acquisition des réserves de gaz naturel du groupe  MCN Energy Group Inc.  dans le sud-ouest de la Virginie (pour 160 millions de dollars) [11],[12],[13].
- En 2001, Consol achète les actifs de production de gaz de houille de Conoco Inc. dans la même région (S-O de la Virginie)[14]. Dans les années qui suivent, deux filiales de Consol CNX Ventures et CNX Land Resources (« ressources foncières ») ont contribué à la diversification, par des investissements dans les domaines du  méthane, du bois et de l'agriculture.
- En 2006, année considérée comme correspondant au démarrage de la production massive de gaz de schiste aux États-Unis, Consol annonce transformer sa filiale CNX Gas en société autonome (essaimage). Mais Consol conserve en fait 83 % des actions de la nouvelle société[15]. 
Cette même année 2006 (le 28 juin), Consol Energy entre dans la S&P 500 en remplaçant Knight-Ridder[16].
- En 2007, CNX Gas commence aussi à massivement investir dans l'exploration de gaz de schiste dans les Schistes de Marcellus en Pennsylvanie.
- En 2010, Consol conforte sa position en achetant (3,74 milliards de dollars) les actifs d’exploration et de production de gaz de Dominion Resources. Ceci incluait environ un demi-million d’hectares dont le sous-sol était jugé par les géologues à fort  potentiel gazier dans le gisement des schistes de Marcellus. Consol triple ainsi son domaine foncier dans le Marcellus (environ 750 000 acres). Consol rachète aussi la totalité des actions restantes publiquement détenues de gaz CNX (paiement en espèces de 991 millions de dollars[15]). 
En 2010 Consol a été considéré par le magazine Forbes comme l'un des « 100 sociétés les plus dignes de confiance » [17].
- En 2011, pour accélérer sa production de gaz naturel, Consol conclut deux accords distincts de coentreprise. 
Le premier est un accord passé avec « Noble Energy, Inc. » afin de conjointement développer des forages de prospection et exploitation sur une zone de 663 350 hectares où l’entreprise a acquis des droits sur le sous-sol, dans une partie importante du vaste bassin de Marcellus ; en Pennsylvanie et en Virginie [18]. 
Le deuxième accord est passé avec « Hess Corporation », pour conjointement explorer et développer près de 200 000 acres dans les Schistes d'Utica (dans l'Ohio[19]. 
En 2011 Consol a également entamé l'expansion de son Terminal charbonnier dans le port de Baltimore afin de porter sa capacité de 14 à 16 millions de tonnes, pour augmenter les revenus de la vente de son « charbon métallurgique »[20].

En août 2024, Consol Energy annonce sa fusion avec Arch Resources. La nouvelle entité, Core Natural Resources, pèsera plus de 5 milliards de dollars et disposera de 11 mines et de terminaux d'exportation dans six États américains différents, avec en particulier deux zones stratégiques : la côte est et le golfe du Mexique. La production de charbon des États-Unis a chuté de 23,6 % entre 2018 et 2023 et que la part des centrales à charbon dans la production d'électricité américaine a chuté de plus de 50 % au début des années 2000 à 16 % en 2023, et une nouvelle règle édictée au printemps 2024 par l'administration Biden oblige les centrales à charbon à réduire leurs émissions de CO2 de 90 % à partir de 2039. Core Natural Resources compte donc exporter plus de 67 % de sa production vers les marchés asiatiques à forte croissance.

## Activités opérationnelles et financières

### Typologie et répartition des activités
Consol Energy est exploite plusieurs sources d'énergies fossiles, principalement pour la production d'électricité et pour l'industrie métallurgique (charbon). Les actifs les plus importants de la société sont : 
- sa division charbon ; Ce département gère 12 grands complexes miniers dans 4 États (Pennsylvanie, Virginie-Occidentale, Virginie et Utah)[3] ; 
En 2010, la production de charbon de Consol a été d'environ 64 million de tonnes.Ce charbon est vendu par des bureaux de négoce situés à Pittsburgh, PA, Philadelphie, PA, et Atlanta, GA.  
Et en 1991, les réserves probables et prouvées de charbon de Consol ont été estimées à 4,4 milliards de tonnes[3]. 
La filière "charbon" de Consol a reçu du ministère "Department of the Interior's Office of Surface Mining" un prix national d'excellence récompensant l'exploitation minière de surface pour ses pratiques novatrices de réhabilitation écologique et paysagère (après-mine) en 2002, 2003 et 2004[22] ;
- sa division « gaz naturel » ; elle recherche, exploite, traite, transporte et vend du gaz naturel (de plus en plus « non conventionnel », c'est-à-dire du gaz de schiste) 
En 2010, le groupe a ainsi produit 128 milliards de pieds cubes de gaz de houille en 2010. 
En rachetant les actifs de production de Dominion Resources en 2010, l'entreprise s'est donné l'accès à plus de 3,7 milliards de pieds cubes de gaz dans les réserves prouvées, dans les roches-mères de Pennsylvanie, de Virginie-Occidentale et de l'Ohio, y compris le méthane de houille et des lits de schiste. En 2010-2011, l'entreprise possédait près de 13 000 puits de production de gaz, et compte en développer beaucoup d'autres[3]. Pour cela, l'entreprise a aussi développé diverses activités de soutien, pour ses propres besoins et loués comme activités de services à d'autres acteurs, avec notamment :
- un terminal maritime (Baltimore Marine Terminal). Cette installation privée fournit des services de transbordement de charbon entre wagons et navires de transport maritime ;
- une « River Division » ; ce département logistique est spécialisé dans le transport du charbon (qui, quand il n'est pas transporté par train, l'est essentiellement par barge, péniche, cargo). Il s'occupe aussi du transport fluvial d'autres produits sur les fleuves et rivières Monongahela, Allegheny, Kanawha River Canal, et la Rivière Ohio avec 22 bateaux-tracteurs ou remorqueurs et plus de 620 barges[3] 
Il s'occupe aussi de gestion et épuration des eaux usées ou polluées notamment par les processus de fracturation hydraulique que l'entreprise utilise de plus en plus. L'entreprise dispose notamment de moyens lourds de filtration par osmose inverse et un système encore "pilotes" (testé sur un forage en 2012) de purification alimentés par énergie solaire[23],[24] ;
- un  service Recherche et développement ; géré avec la « Fairmont Company » c'est le plus grand centre de recherche et développement privé exclusivement destiné à la production industrielle du charbon et à ses usages énergétiques[25]
- un département « foncier » (Land Division), qui s'occupe de ses activités foncières car l'entreprise est aussi un grand propriétaire foncier, avec (en 2010-2011) plus de 430 000 hectares de terrain achetés aux États-Unis et au Canada. Ce service supervise les achats et ventes de terrains, et notamment des ventes de réserves que l'entreprise ne souhaite finalement pas développer ou jugées improductives. Il s'occupe aussi des donations et des projets de conservation faites dans le cadre des mesures compensatoires, mesures conservatoires ou pour l'image de l'entreprise dans le cadre de sa politique de communication, par exemple avec la protection du dindon sauvage[26]. Consol Energy  coopère avec l'État et a des partenariats avec plusieurs ONG ou entités travaillant à des projets de renaturation et réhabilitation écopaysagère[27] ;
- des filiales telles que « Fairmont Supply Company » spécialisée dans la vente et la distribution de matériel et services miniers ;

### Finances
En 2010, selon Consol Energy, le chiffre d'affaires a été d'environ 5236 milliards de dollars. Il a principalement été réalisé auprès de clients tels que des services publics d'électricité et des aciéries aux États-Unis, mais la demande de services publics européens a également augmenté durant les années 2000 selon l'entreprise.
Consol Energy a été classé 428e sur la liste Fortune 500 établie par le journal Fortune.

## Réserves minérales/énergétiques
- Consol Energy est le premier producteur de charbon issu de mine souterraine et de charbon bitumineux (high-BTU bituminous coal)[3].
- En 2011, le groupe estimait disposer de 4,4 milliards de tonnes de réserves de charbon, surtout situées dans le nord et le centre du bassin appalachien connu pour sa richesse en hydrocarbures. Ses réserves de gaz étaient estimées à 3,7 trillions de pieds cubes.

## Image, communication
Le groupe sponsorise les Penguins de Pittsburgh, une importante équipe (et « franchise professionnelle ») de hockey sur glace très connue aux États-Unis et basée à Pittsburgh. Il a aussi acheté le droit de donner son nom au Consol Energy Center, une grande salle omnisports (intégrant une patinoire) située à Pittsburgh.

## Gouvernance
L'entreprise s'est dotée d'une ligne de conduite en matière de responsabilités de gouvernance

## Responsabilité environnementale
L'entreprise affiche une volonté de contribuer à réparer les dégâts miniers et de l'exploitation gazière (du gaz de schiste notamment) sur l'environnement, par exemple en reboisant ou en . L'entreprise dit avoir donné 150 000 acres de terrain à des ONG de conservation de la nature (en 25 ans). 
En septembre 2009, plusieurs milliers de poissons morts ont été trouvés dans la rivière "Dunkard Creek", dans le comté de Monongalia (Virginie occidentale). 160 espèces de poisons, tritons, salamandres et invertébrés (dont des espèces menaces de moules d’eau douce) ont été touchés par cette mortalité et des problèmes de Drainage minier acide avec remontée de nappe se posent aussi dans une ancienne mine proche aujourd'hui fermée. Les fonctionnaires de l'État ont attribué la mort de ces poissons à une prolifération algale (dont de Prymnesium parvum qui peut pulluler dans certaines eaux salées, puis une enquête conduire par l'Agence de protection de l'environnement des États-Unis (EPA) a conclu que cette prolifération était due à un déséquilibre écologique induit par les rejets de la mine de Blacksville, appartenant à Consol Energy. Après un arrêt de l'exploitation de cette mine, Consol a été ré-autorisée à poursuivre ses activités minières, après s'être engagé (15 avril 2010) à soumettre une proposition d'amélioration du traitement des eaux rejetées  . Consol a investi 200 millions de dollars dans une unité de traitement de l'eau et payé une amende fédéral 5,5 millions et demi de dollars en 2011 pour violation du Clean Water Act. La société maintient cependant qu'elle n'a jamais été reconnue responsable de la mort des poissons.
Parmi 48 entités lauréates, la société a reçu en 2002 un prix (U.S. Environmental Protection Agency Climate Protection Award) décerné par l'EPA et récompensant des efforts faits aux États-Unis par des personnes ou entreprises agissant pour la protection de la stratosphère et du climat. 

Mais en tant que productrice de grandes quantités d'énergies fossiles, de charbon et de gaz de schiste, l'entreprise doit faire face aux controverses grandissantes qui concernent l'impact environnemental et socio-environnemental de ces activités .
Consol dit soutenir dans un effort constant des actions en faveur de l'environnement visant à rétablir sur les terrains gérés par l'entreprise un environnement de meilleure qualité, en coopération avec des chasseurs (Canards illimités) et les écologues de la Fondation nationale pour le dindon sauvage, par exemple en reboisant ses terrains.

### critiques ou controverses
Une filiale de Consol Energy, CNX Gas Company, LLC a été critiquée pour ses manières d'opérer dans le domaine de la recherche et de l'extraction de gaz de schiste : pour 309 puits forés dans la formation géologique des schistes de Marcellus, elle aurait à son compte 21 violations de la législation selon l'ONG « Frack Track » , et 82 750 US dollars d'amendes selon cette même ONG. Cette filiale a aussi un accord de coopération avec Noble Energy, Inc. pour l’exploitation de condensats de gaz naturel/huiles de schiste dans le gisement de Marcellus.

## Responsabilité sociale
La puissante association National Rifle Association of America (NRA) a publié en 2008 un message critique envers le président Barack Obama et elle a voulu le faire dans les Appalaches (région pétrolière et gazière réputée peu favorable à Obama). Le fait que cette annonce ait été filmée sur le site de la mine de charbon no 2 de Blacksville appartenant à Consol Energy, et avec l'autorisation de l'entreprise, en tournage-surprise, sans que les mineurs aient été prévenus a suscité une controverse socio-politique qui a eu des échos nationaux. 
Pour supporter son message, la National Rifle Association avait comme fil directeur d'interroger sur le terrain et devant une caméra des mineurs en leur demandant de répondre à la question « Comment pensez-vous que vos droits du deuxième amendement sont traités si Obama devient président » ; Des mineurs ont alerté leur syndicat (United Mine Workers of America) et une action a conduit 440 mineurs - en signe de protestation - à prendre ensemble une journée de congé (lors du Memorial Day ce qui est autorisé par leur contrat), pour éviter d'apparaître dans le message filmé de la NRA. Ceci a entraîné un arrêt de la production de la mine de Blacksville ce jour-là. L'entreprise a finalement demandé à la NRA de ne pas utiliser les interviews réalisés dans la mine, ce que le NRA a accepté.
Consol mène d'importantes actions de lobbying, parfois controversé, et de financement de partis politiques (avec en seulement 27 % de leurs donations orientés vers les démocrates en 2008). Consol n'est pas la seule entreprise à le faire, mais il est un des plus gros « donateurs » du secteur minier/gazier. 

Au premier trimestre 2010, Consol a par exemple dépensé 1,02 million de dollars en lobbying à propos des enjeux environnementaux et sanitaires des activités gazières et minières, ce qui lui a notamment été reproché par OpenSecrets ; Center for Responsive Politics . En 2012, en termes de dépenses de lobbying, il arrive en seconde position derrière Peabody Energy avec 3 940 000 dollars. Les observateurs remarquent que selon les déclarations faites par les entreprises ou ceux qui reçoivent leur argent, les sommes d'argent ainsi dépensé ont fortement augmenté à partir de 2005, alors qu'elles étaient régulières et bien moindres dans les années précédentes (chiffres disponibles de 1998 à nos jours) voir le graphique intitulé .